# Gorditas de nata
Las gorditas de nata son un postre mexicano hecho a base de harina de trigo, nata, azúcar y canela. Son populares en los estados de Sinaloa, Zacatecas, Aguascalientes, Jalisco, Michoacán y Guerrero. Es considerado como un antojito callejero y de mercados, como el tianguis. Son baratas y fáciles de hacer, por solo llevar un poco de nata o crema de vaca fermentada, harina y azúcar. Es común encontrar las gorditas rellenas de alguna cajeta, mermelada, queso crema o incluso con frijoles.

## Historia
En el México prehispánico, existía una gran variedad de tortillas diferentes, ya que el maíz se mezclaba con diferentes ingredientes. Las gorditas, tanto las saladas como las de nata, tienen sus antecedentes en la gastronomía prehispánica mexicana.
Las gorditas de nata se hacen desde al menos un siglo en Pachuca, Hidalgo, y son uno de los múltiples panes de fiesta que se hacen en las ferias de pueblo, se hacen en diferentes tamaños, solo que desde hace unos veinte años, en las casetas de la autopista México-Pachuca, a alguien se le ocurrió ponerlas en bolsas con cinco y diez piezas y venderlas como tentempié a los conductores y pasaje de los camiones foráneos y autos particulares, que debían estar aguantando por horas los cierres del carreteras. Es común encontrar en las calles de la Ciudad de México a los vendedores de estas gorditas.

## Descripción
Su aspecto se asemeja al de la tortilla mexicana, a excepción de que la gordita de nata es más gruesa. Su tamaño puede variar entre los 4 y los 12 centímetros de diámetro, y su sazón depende en qué región del país es preparada. Su sabor dulce y ligero es bueno para acompañar con una bebida caliente o un chocolate.

## Tradición
Las gorditas de nata, o en otras partes de México que también son llamadas Gorditas Guadalupanas, por consumirse comúnmente el 12 de diciembre, el día de Nuestra Señora de Guadalupe, tiene sus raíces desde hace más de dos siglos por ser una ofrenda, entre otros platillos derivados del maíz, a Tonantzin, una deidad femenina prehispánica relacionada con al fertilidad y la tierra en el cerro de Tepeyac, y cuyo nombre sería reemplazado posteriormente para referirse a la Virgen de Guadalupe. Desde 1895, los guadalupanos que peregrinaban a la Basílica de Santa María de Guadalupe optaban por el consumo de éste alimento, preparado por los residentes de la villa.